# Nizar ibn al-Mustànsir
Abu-Mansur Nizar al-Mustafa li-din-Al·lah ibn al-Mustànsir bi-L·lah (àrab: أبومنصور نزار المصطفى لدين الله بن المستنصر بالله, Abū Manṣūr Nizār al-Muṣṭafà li-dīn Allāh ibn al-Mustanṣir bi-Llāh), més conegut senzillament com Nizar ibn al-Mustànsir (?, 26 de setembre de 1045 - el Caire, finals de 1095 o inicis de 1096) fou un príncep fatimita, pretendent al tron califal, considerat imam legítim pels nizarites.
Era fill del califa Abu-Tamim Muadh ibn adh-Dhàhir al-Mustànsir bi-L·lah (1035-1094) a la mort del qual fou suplantat pel seu germà Abu-l-Qàssim Àhmad ibn al-Mustànsir al-Mustalí bi-L·lah. L'influent visir Badr al-Jamalí i el seu fill al-Àfdal, foren determinants en el canvi en l'ordre de successió a favor del fill més jove. El califa va consentir el matrimoni del seu fill petit amb la filla de Badr, Sitt al-Mulk, i una versió diu que al moment del matrimoni Abu-l-Qàssim Àhmad fou declarat hereu, i una altra que el califa va revelar que havia decidit designar hereu al seu fill petit a una germana, que no va guardar el secret. A la mort del califa, al-Àfdal, que tenia un important càrrec religiós, va assegurar la successió a al-Mustalí.
Nizar va fugir a Alexandria i es va proclamar califa iniciant la revolta a l'inici del 1095 amb el suport del governador Nasr-ad-Dawla Aftakin i del poble; va aconseguir algunes victòries i va arribar a la rodalia del Caire, però va fracassar al no obtenir el suport de l'exèrcit. Al-Àfdal va iniciar el contraatac i va assetjar Alexandria fins que Nizar es va rendir a finals del 1095 sent portat al Caire on fou emmurat per orde del seu germà. En general els ismaïlites d'arreu van reconèixer al nou califa excepte els de Pèrsia amb centre a Alamut. Aquesta divisió entre nizàrides i mustalites o mustàlides s'ha transformat avui dia en khojas i bohores.